# Plan de la Ceiba
Plan de la Ceiba är en ort i Mexiko.   Den ligger i kommunen Minatitlán och delstaten Veracruz, i den sydöstra delen av landet, 500 km öster om huvudstaden Mexico City. Plan de la Ceiba ligger 21 meter över havet och antalet invånare är 170.
Terrängen runt Plan de la Ceiba är mycket platt. Runt Plan de la Ceiba är det ganska glesbefolkat, med 29 invånare per kvadratkilometer. Närmaste större samhälle är Minatitlán, 13,5 km norr om Plan de la Ceiba. Omgivningarna runt Plan de la Ceiba är en mosaik av jordbruksmark och naturlig växtlighet.